# Grein
Grein je město v rakouské spolkové zemi Horní Rakousy, v okrese Perg. Leží na levém břehu řeky Dunaj.
K 1. lednu 2014 zde žilo 2 960 obyvatel.

## Pamětihodnosti
- zámek Greinburg
- kostel sv. Egidia
- nejstarší divadlo v Rakousku
- kaple kalvárie a petrohieroglyfické kameny
- železniční most

V Greinu také končí Zemská stezka spojující Malši s Dunajem přes patnáct hradů na trase

## Partnerská města
- Hluboká nad Vltavou
- Neckarsteinach město v Hesensku